# 阿史那歩真
阿史那 歩真（呉音：あしな ぶしん、漢音：あしだ ほしん、拼音：Āshǐnà Bùzhēn、生没年不詳）は、唐の軍人で、西突厥の可汗。阿史那弥射の族兄。

## 生涯
貞観6年（632年）、莫賀咄葉護（バガテュル・ヤブグ：官名）の阿史那弥射が唐より奚利邲咄陸可汗（イルテベル・テュルク・カガン）を拝命し、鼓纛・綵帛万段を下賜された。その族兄である阿史那歩真は自立して可汗となることを欲し、阿史那弥射の弟や姪など20数人を謀殺した。これによって阿史那弥射は阿史那歩真と敵対し、貞観13年（639年）に所属の処月・処密の部落を率いて唐に亡命し、右監門大将軍を授った。その後、阿史那歩真は遂に自立して咄陸葉護（テュルク・ヤブグ）となったが、部落の多くが従わなかったので、別の者（阿史那賀魯）に委ねて遁去した。阿史那歩真もまた唐に入朝し、左屯衛大将軍を授かった。
顕慶2年（657年）、高宗の命で阿史那弥射と共に阿史那賀魯を討伐すると、阿史那歩真は継往絶可汗を授かり、右衛大将軍・濛池都護を兼ね、五弩失畢部落を分けて統領した。
龍朔2年（662年）、また阿史那弥射と共に、䫻海道大総管の蘇海政に従って亀茲を討った。ここで阿史那歩真は阿史那弥射の部落を併せることを欲し、蘇海政に「阿史那弥射が謀反を企んでいる」と偽りの報告をして阿史那弥射を誅殺させた。これにより阿史那歩真は驃騎大将軍を加えられた。
乾封年間（666年 - 668年）に阿史那歩真が死ぬと、子の阿史那斛瑟羅が後を継いだ。

## 子
- 阿史那斛瑟羅

## 参考資料
- 『旧唐書』（列伝第一百四十四下 突厥下）
- 『新唐書』（列伝一百四十下　西突厥）
- 佐口・山田・護訳注『騎馬民族誌２正史北狄伝』（1972年、平凡社）